# Thomas D. Rice
Thomas Dartmouth Rice (Manhattan, 20 maggio 1808 – Brooklyn, 19 settembre 1860) è stato un cabarettista statunitense.
Tra gli intrattenitori più noti del suo tempo, Rice viene considerato il "padre dei minstrel show", ovvero degli spettacoli in cui venivano derisi gli afroamericani. La sua Jump Jim, prima canzone statunitense ad avere successo all'estero, darà il nome alle leggi omonime.

## Biografia
Rice nacque a Manhattan nel 1808. Dopo aver lavorato come intagliatore apprendista, si dedicò al teatro itinerante a partire dalla dagli anni venti. Divenne però una celebrità grazie ai suoi minstrel show, nel corso dei quali impersonava in blackface il personaggio di Jim Crow. A quest'ultimo è ispirata la canzone di Rice Jump Jim Crow (1828), che vantò di grande notorietà tanto negli USA quanto nel Regno Unito, diventando così il primo brano statunitense ad avere successo all'estero. Durante il periodo in cui godette di maggiore successo, cioè quello compreso tra i primi anni trenta e la metà del decennio successivo, i suoi spettacoli facevano il tutto esaurito. Alcuni di questi vennero anche tenuti a Londra, tra cui una versione in blackface dell'Otello di Shakespeare. La fortuna di Rice contribuì alla diffusione dei minstrel show. A partire dalla seconda metà degli anni quaranta, Rice fu costretto a interrompere la sua attività a causa di una paralisi. Rice morì nel 1860, a 52 anni di età. È sepolto nel cimitero di Green-Wood di New York.